# Street Roots
Street Roots  — американская еженедельная уличная газета, издающаяся в Портленде. Газета выходит по пятницам и реализуется членами местного сообщества бездомных. Продавцы получают 75 центов за каждую проданную копию, стоимость которой составляет 1$. В газете публикуется альтернативные новости, интервью и стихи, писавшиеся местными журналистами, а также людьми, испытывающими бездомность или работающими с бездомными. «Street Roots» — член североамериканской ассоциации уличных газет и Международной сети уличных газет.
«Street Roots» также издают «The Rose City Resource», 104-страничный карманный справочник для бездомных и социально незащищенных людей в Портленде. Ежегодно издаётся 160,000 справочников.
«Street Roots» был основан в 1998 году. Газета выступила, в качестве защитника прав бездомных, поддержав учреждение «Dignity Village» в 2000 году. «Street Roots» получило грант в размере 30,000$ от комитета Street Access For Everyone (SAFE), финансируемого администрацией Портленда. Грант использовался для финансирования «The Rose City Resource». «Street Roots» - одна из многих уличных газет в Соединенных Штатах, как и «Real Change» в Сиэтле и «Spare Change News» в Бостоне.
Исполнительным директором газеты является Исраэль Байер, который работает в редакции, более десяти лет. До этого он работал в редакции уличной газеты «Real Change». Байер также журналист, поэт, фотограф и художник. Главный редактор газеты Джоанн Зуль, присоединившаяся к «Street Roots» в 2003 году.